# Pauvres Diables
« Vous les femmes » redirige ici.  Pour la série télévisée française, voir Vous les femmes (série).
Singles de Julio Iglesias
Por un poco de tu amor
(1979) Où est passée ma bohème
(1979)
Pistes de À vous les femmes
L'amour c'est quoi
Singles de Johnny Hallyday
Quelques cris
(2000) On a tous besoin d'amour (en duo avec Clémence)
(2001)
Pauvres Diables est une chanson interprétée par Julio Iglesias enregistrée en 1979, parfois nommée comme le début de ses paroles, Vous les femmes....
Il s'agit de la version française de la chanson Pobre diablo, parue en 1978 sur l'album Emociones (paroles originales de Julio Iglesias), sur des paroles françaises de Michel Jourdan et une musique de Manuel de la Calva et Ramon Arcusa.
Sorti en single, Pauvres Diables se vend à plus de 200 000 exemplaires en France.

## Classements
| Classement (1979)                      | Meilleure position |
| -------------------------------------- | ------------------ |
| Belgique (Flandre Ultratop 50 Singles) | 16                 |
| France (SNEP)                          | 8                  |

| Classement (1979) | Position |
| ----------------- | -------- |
| France (SNEP)     | 53       |

## Reprises
- En 2001 : par Johnny Hallyday BO du film 15 août.
- En 2013 : par Arno BO du film Les Garçons et Guillaume, à table !.